# Molione (figlia di Molo)
Molione è un personaggio della mitologia greca. Fu regina di Elide e madre dei Molionidi, Eurito e Cteato.

## Genealogia
Dagli autori antichi non è desumibile l'ascendenza di Molione, anche se l'autore moderno Robert Graves la considera figlia di Molo, a sua volta figlio di Ares e Demonice, e quindi un membro della famiglia reale dell'Etolia. Si sa comunque che sposò Attore, re di Elide, da cui ebbe Eurito e Cteato, anche se secondo un'ipotesi i due erano in realtà figli di Poseidone.

## Mitologia
Quando i Molionidi furono uccisi in un'imboscata dall'eroe Eracle, Molione si dedicò a scoprire l'assassino. Quando lo scoprì, gli elei chiesero soddisfazione per il delitto agli argivi, in particolare al re Euristeo, poiché all'epoca Eracle aveva la sua casa a Tirinto, in Argolide. Quando gli argivi rifiutarono loro la soddisfazione (Euristeo negò la responsabilità per i misfatti di Eracle, che aveva bandito), gli elei fecero pressione sui corinzi per escludere completamente il popolo argivo dai giochi istmici. Quando fallirono anche in questo, si dice che Molione abbia lanciato maledizioni sui suoi compatrioti, se non avessero boicottato a loro volta la festa istmica. Le maledizioni di Molione furono rispettate, e nessun atleta eleo partecipò giochi istmici almeno fino ai tempi di Pausania.

## Interpretazioni moderne
Lo storico e mitografo Robert Graves ha speculato sul fatto che Molione fosse inizialmente una divinità lunare degli elei, e che fosse connessa con il moli, un'erba magica menzionalta nell'Odissea. Era conosciuta anche come Agamede, che altrove è detta essere una figlia di Augia, un altro eroe dell'Elide, a sua volta maga ed esperta di erbe magiche. Le due figure potrebbero quindi, secondo l'autore, aver avuto un'origine comune.